# Parafia Świętych Apostołów Piotra i Pawła w Kostrzynie
Parafia św. Piotra i Pawła w Kostrzynie – parafia rzymskokatolicka w Kostrzynie należąca do dekanatu kostrzyńskiego archidiecezji poznańskiej. Została utworzona w XIV wieku. Kościół parafialny został wybudowany w stylu gotyckim w XVI wieku. Mieści się przy ulicy Średzkiej 8.